# Ангольско-замбийские отношения
Ангольско-замбийские отношения — двусторонние дипломатические отношения  между Анголой и Замбией. Протяжённость государственной границы между странами составляет 1065 км.

## История
В 1976 году вооружённые силы Замбии вытеснили повстанцев УНИТА из западной части страны. Правительство Замбии поддерживало в Гражданской войне в Анголе силы МПЛА-ПТ, но при этом не пресекало финансовую и материально-техническую поддержку гражданами страны партии УНИТА. В 1980-х годах подобная неоднозначная позиция Лусаки в отношении Анголы объяснялась тем, что правительство Замбии допускало возможность прихода повстанцев УНИТА к власти в Луанде. К середине 1980-х годов поток беженцев из Анголы в Замбию и Заир достиг нескольких сотен тысяч человек, из-за чего правительства этих стран стали активнее пытаться прекратить гражданскую войну в соседней стране. При участии мирового сообщества Замбия и Заир модернизировали Бенгельскую железную дорогу,
которая проложена в том числе и по территории Анголы.
В 2000-х годах отношения между Анголой и Замбией нормализовались в связи с уменьшением интенсивности вооружённых столкновений в гражданской войне. Правительство Замбии подчеркивало свой нейтралитет в данном конфликте и указывало на необходимость заключения мирного договора между правительством Анголы и повстанцами для прекращения гражданской войны. В 2015 году президент Замбии Эдгар Лунгу выступил в парламенте Анголы по приглашению правительства этой страны, что стало свидетельством дальнейшего укрепления связей между государствами.

## Торговля
В 2016 году объём товарооборота между странами составил сумму 8175000 долларов США. Ангола и Замбия подписали двустороннее торговое соглашение, что должно стимулировать развитие рыночных отношений между государствами.